# Bolbocaffer gautieri
Bolbocaffer gautieri is een keversoort uit de familie cognackevers (Bolboceratidae). De wetenschappelijke naam van de soort werd in 1910 gepubliceerd door Antoine Boucomont.